# Green Machine Camposampiero
I Green Machine Camposampiero sono stati una squadra di football americano di Grisignano di Zocco e Camposampiero. La squadra ha giocato solo nel periodo tra il 1984 e il 1987, anno in cui parteciparono al massimo campionato.

## Dettaglio Stagioni

### Tornei nazionali

#### Campionato

##### Serie A/A1/Golden League
| Stagione | regular season | regular season | regular season | regular season | regular season | regular season | playoff | playoff | playoff | playoff | playoff | playoff   | playoff    |
|          | Vin            | Par            | Per            | Tot            | PF             | PS             | Vin     | Per     | Tot     | PF      | PS      | risultato | avversaria |
| -------- | -------------- | -------------- | -------------- | -------------- | -------------- | -------------- | ------- | ------- | ------- | ------- | ------- | --------- | ---------- |
| 1987     | 0              | 0              | 12             | 12             | 47             | 459            | -       | -       | -       | -       | -       | -         | -          |
|          |                |                |                |                |                |                |         |         |         |         |         |           |            |
| Totale   | 0              | 0              | 12             | 12             | 47             | 459            | -       | -       | -       | -       | -       |           |            |

Fonte: Enciclopedia del Football - A cura di Roberto Mezzetti

##### Serie B (secondo livello)
| Stagione | regular season | regular season | regular season | regular season | regular season | regular season | playoff | playoff | playoff | playoff | playoff | playoff   | playoff    |
|          | Vin            | Par            | Per            | Tot            | PF             | PS             | Vin     | Per     | Tot     | PF      | PS      | risultato | avversaria |
| -------- | -------------- | -------------- | -------------- | -------------- | -------------- | -------------- | ------- | ------- | ------- | ------- | ------- | --------- | ---------- |
| 1984     | 7              | 1              | 2              | 10             | 154            | 44             | -       | -       | -       | -       | -       | -         | -          |
| 1985     | 4              | 3              | 3              | 10             | 142            | 86             | -       | -       | -       | -       | -       | -         | -          |
| 1986     | 8              | 0              | 2              | 10             | 158            | 39             | -       | -       | -       | -       | -       | -         | -          |
|          |                |                |                |                |                |                |         |         |         |         |         |           |            |
| Totale   | 19             | 4              | 7              | 30             | 454            | 169            |         |         |         |         |         |           |            |

Fonte: Enciclopedia del Football - A cura di Roberto Mezzetti